# Dávod
Dávod (kroatiska: Dautovo) är en ort (by) i provinsen Bács-Kiskun i södra Ungern. Orten har 1 779 invånare (2024), på en yta av 69,21 km². Den ligger nära gränsen till Serbien och Kroatien, cirka 20,5 kilometer söder om Baja.